# تروی، اندر الوآر
تروی، اندر الوآر (به فرانسوی: Truyes) یک کمون در فرانسه است که در Canton of Chambray-lès-Tours واقع شده‌است.

## خصوصیات
تروی ۱۶٫۳۹ کیلومترمربع مساحت و ۲٬۰۷۹ نفر جمعیت دارد.